# Videoclub
Ne doit pas être confondu avec Vidéo-club.
Videoclub est un duo d'electropop français, actif de  2018 à 2021 et formé par Adèle Castillon et Matthieu Reynaud à Nantes. Après un petit succès international de son titre Amour plastique, le groupe compte un seul album studio à son actif, intitulé Euphories.

## Biographie
Matthieu Reynaud est le fils d'un ancien guitariste professionnel, Régis Reynaud,, qui lui transmet sa passion pour la musique. Il apprend à jouer de plusieurs instruments et compose et enregistre alors qu'il est adolescent en utilisant le matériel de son père. Adèle Castillon, née en 2001 dans une famille d'artistes, connaît le succès avec sa chaîne YouTube lancée alors qu'elle a 13 ans avant de devenir actrice à 17 ans (Sous le même toit, L'heure de la sortie).
Matthieu Reynaud rencontre Adèle Castillon à Nantes en 2018. Alors qu'il a composé la musique d'Amour plastique en séchant les cours de sport, il lui envoie la maquette pour tenter de la séduire, en lui demandant de chanter dessus sur des paroles écrites par leur ami Esteban Capron. Par la suite, le groupe se resserre sur leur couple et se baptise Videoclub, un nom que Matthieu avait déjà imaginé pour son futur groupe mais qu'ils justifient parfois en raison d'une passion commune pour le cinéma. Le duo enregistre la chanson Amour plastique dans le salon du père de Matthieu, tandis que Julie, la grande sœur de Matthieu, réalise le vidéoclip de la chanson. Mis en ligne sur YouTube en septembre 2018, le clip connaît un succès rapide, en partie grâce à la notoriété existante d'Adèle sur la plateforme vidéo. Le compte du groupe atteint en effet les 50 000 abonnés au bout d'une semaine, avant même la publication du vidéoclip, ce qui attire l'attention de YouTube. Après sa publication, le videoclip atteint les 22 millions de vues en août 2019 et les 60 millions de vues en février 2021.
Le groupe sort ensuite d'autres titres comme Roi et En nuit, et à partir de ce dernier, commence à écrire ses propres textes. Le groupe se produit lors d'un premier concert qui se joue à guichet fermé le 11 avril 2019 à Nantes. Il entame une première tournée l'été 2019. Adèle Castillon et Matthieu Reynaud se produisent notamment à l'Unaltrofestival à Milan et au Delta Festival  à Marseille. Ils sont également programmés au festival Cabourg mon amour, fin juin 2019. En janvier 2020, ils affichent plusieurs dates complètes à Paris et se produisent au festival des Francofolies à la Réunion le 7 mars 2020.
Le 28 janvier 2021, le single Amour plastique est certifié or au Mexique,. Le duo signe un contrat de distribution avec Sony Music. Initialement prévu pour 2020, le premier album de Videoclub, intitulé Euphories, sort le 29 janvier 2021,.
Le 31 mars 2021, Videoclub publie la vidéo du titre SMS, dont l'épilogue annonce la séparation du groupe, les concerts programmés étant assurés par la seule Adèle Castillon.
L'album Euphories est certifié disque d'or en France le 13 mars 2025.

## Style musical
Leur style musical se définit comme de l'électropop, avec un côté rétro et une importante influence des années 1980. Ils chantent principalement en français et occasionnellement en anglais. Matthieu Reynaud compose et les textes sont écrits à deux.

## Membres
- Adèle Castillon — chant, clavier
- Matthieu Reynaud — chant, guitare électrique, clavier, boîte à rythmes, pad

## Discographie

### Singles
| Titre                                                                  | Année | Meilleur classement | Meilleur classement                                  |
| Titre                                                                  | Année | FRA                 | WAL (incluant le classement Ultratop Bubbling Under) |
| ---------------------------------------------------------------------- | ----- | ------------------- | ---------------------------------------------------- |
| Amour plastique                                                        | 2018  | —                   | —                                                    |
| Roi                                                                    | 2018  | —                   | —                                                    |
| En nuit                                                                | 2019  | 98                  | 44                                                   |
| What Are You So Afraid of (reprise de XXXTentacion)                    | 2019  | —                   | —                                                    |
| Mai                                                                    | 2019  | —                   | —                                                    |
| Enfance 80                                                             | 2020  | 76                  | —                                                    |
| Enfance 80 (featuring Natalia Lacunza)                                 | 2020  | —                   | —                                                    |
| Euphories                                                              | 2020  | —                   | 34                                                   |
| SMS                                                                    | 2021  | —                   | —                                                    |
| « — » indique que la chanson n'est pas sortie ou classée dans le pays. |       |                     |                                                      |